# Fisketorvet
Fisketorvet Shoppingcenter är ett köpcentrum i området Kalvebod Brygge nära Köpenhamns centrum i Danmark. 

## Bakgrund
Det invigdes 10 oktober 2000 och ligger intill Dybbølsbro station och Havneholmen. Centrumet har över 120 butiker, 15 restauranger och kaféer, samt en biograf med 10 biodukar. Det är därmed Danmarks tredje största köpcentrum räknat i antal butiker, efter Field's i Örestad och Rosengårdcentret i Odense.[källa behövs]
Centrumet har fått sitt namn efter Köpenhamns gamla fiskmarknad, som låg här mellan 1958 och 1999 (fiskmarknaden flyttades då till Nordhavnen).